# Teoría polivagal

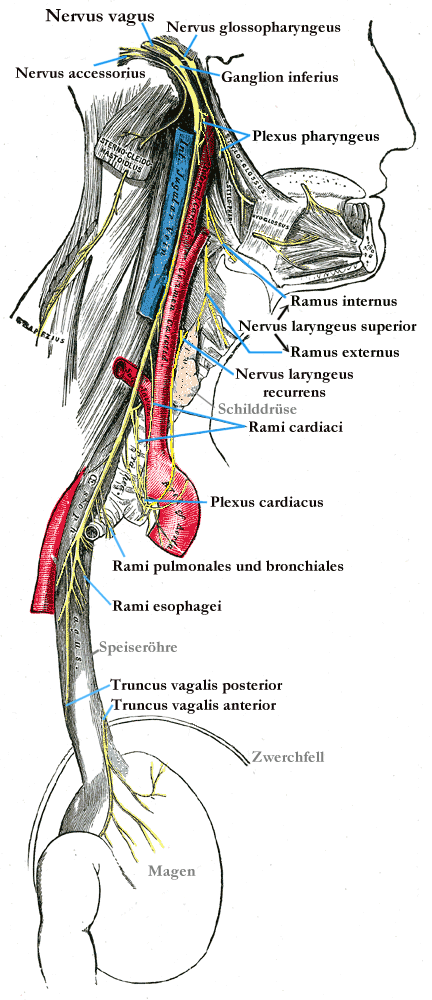
Vagus

La teoría polivagal es una teoría del sistema nervioso autónomo (SNA), también llamado sistema nervioso visceral (SNV), y fue ideada por Stephen Porges desde 1992 en adelante. Se refiere al sistema nervioso vegetativo, y plantea un tercer patrón de reacción además de la contracción y la relajación. Sostiene que el sistema nervioso autónomo primitivo de los vertebrados evolucionó a través del proceso de evolución hacia el sistema nervioso autónomo de los mamíferos. Su primera publicación fue en 1995. Porges acuñó el término "neurocepción", describe el examen constante del medio ambiente por parte de la SNA en busca de peligros. Según la evaluación, el SNA activa uno de los tres estados: seguridad/relajación, lucha/huida o congelación/resignación.
La Teoría Polivagal se integra y es parte del marco teórico de la Psicotraumatología y la Neurobiología Interpersonal.
Según esta teoría, gran parte de la conducta social y las emociones tienen importantes condicionantes fisiológicos, los cuales son una consecuencia del peculiar modo en que los mamíferos han resuelto la regulación del sistema nervioso autónomo a través del nervio vago. 
En su etapa final, existiría una unión neuroanatómica entre los núcleos del vago y los de otros pares craneales, en especial los responsables de la interacción social a través de la expresión facial y las vocalizaciones. Así se integrarían todos los sistemas implicados en la respuesta al estrés, incluyendo el córtex, el Eje hipotalámico-hipofisario-adrenal, neuropéptidos como la oxitocina y la vasopresina y el sistema inmune.
Varias enfermedades y trastornos psiquiátricos podrían estar relacionados con fallos generales en la regulación sistema polivagal, como el asma, Trauma, Trastorno de identidad disociativo o el Trastorno límite de la personalidad entre otros. Porges ha demostrado que el daño causado por el abuso sexual es reversible.
Porges es un psiquiatra y neurocientífico estadounidense. Es profesor de psiquiatría en la Universidad de Carolina del Norte en Chapel Hill. Porges también es actualmente director del Consorcio de Investigación del Estrés Traumático del Instituto Kinsey en la Universidad de Indiana Bloomington, que estudia los efectos que cambian la vida y los tratamientos que rodean al trauma. Anteriormente fue profesor en la Universidad de Illinois, Chicago y en la Universidad de Maryland. En Chicago fue director del Brain-Body Center de la Facultad de Medicina. Porges es expresidente de la sociedad para la investigación psicofisiológica.

Instituciones con formaciones sobre Teoría Polivagal en español:
- Newman Institute
- Grialis